# Monticelli d'Ongina
Monticelli d'Ongina é uma comuna italiana da região da Emília-Romanha, província de Piacenza, com cerca de 5.243 habitantes. Estende-se por uma área de 46 km², tendo uma densidade populacional de 114 hab/km².
Faz fronteira com Caorso, Castelnuovo Bocca d'Adda (LO), Castelvetro Piacentino, Cremona (CR), Crotta d'Adda (CR), San Pietro in Cerro, Spinadesco (CR), Villanova sull'Arda.

## Demografia
| Variação demográfica do município entre 1861 e 2011                               |
|                                                                                   |
| Fonte: Istituto Nazionale di Statistica (ISTAT) - Elaboração gráfica da Wikipedia |